# ルコームリ公
ルコームリ公（ベラルーシ語: Князі Лукомля、ロシア語: Князь Лукомский）はポロツク公国の分領公国（後にリトアニア大公国に併合される）だったルコームリ公国の君主の称号である（「公」はクニャージからの訳出による）。公・公国の名は、その中心都市だったルコームリによる。

## ルコームリ公の一覧
- ロスチスラフ・フセスラヴィチ[1]（在位：1101年 - 1129年）
- ヴォロダリ（ヴォロドシャ）・ヴァシリコヴィチ（在位：1170年代）
- アンドリュス・アルギルダイティス（在位：1386年 - 1399年）